# Урбан III
Урба́н III (лат. Urbanus PP. III (в миру Уберто Кривелли итал. Uberto Crivelli) ;(около 1120, Милан — 20 октября 1187, Феррара) — Папа Римский с 25 ноября 1185 года по 20 октября 1187 года.

## Биография

Урбан III

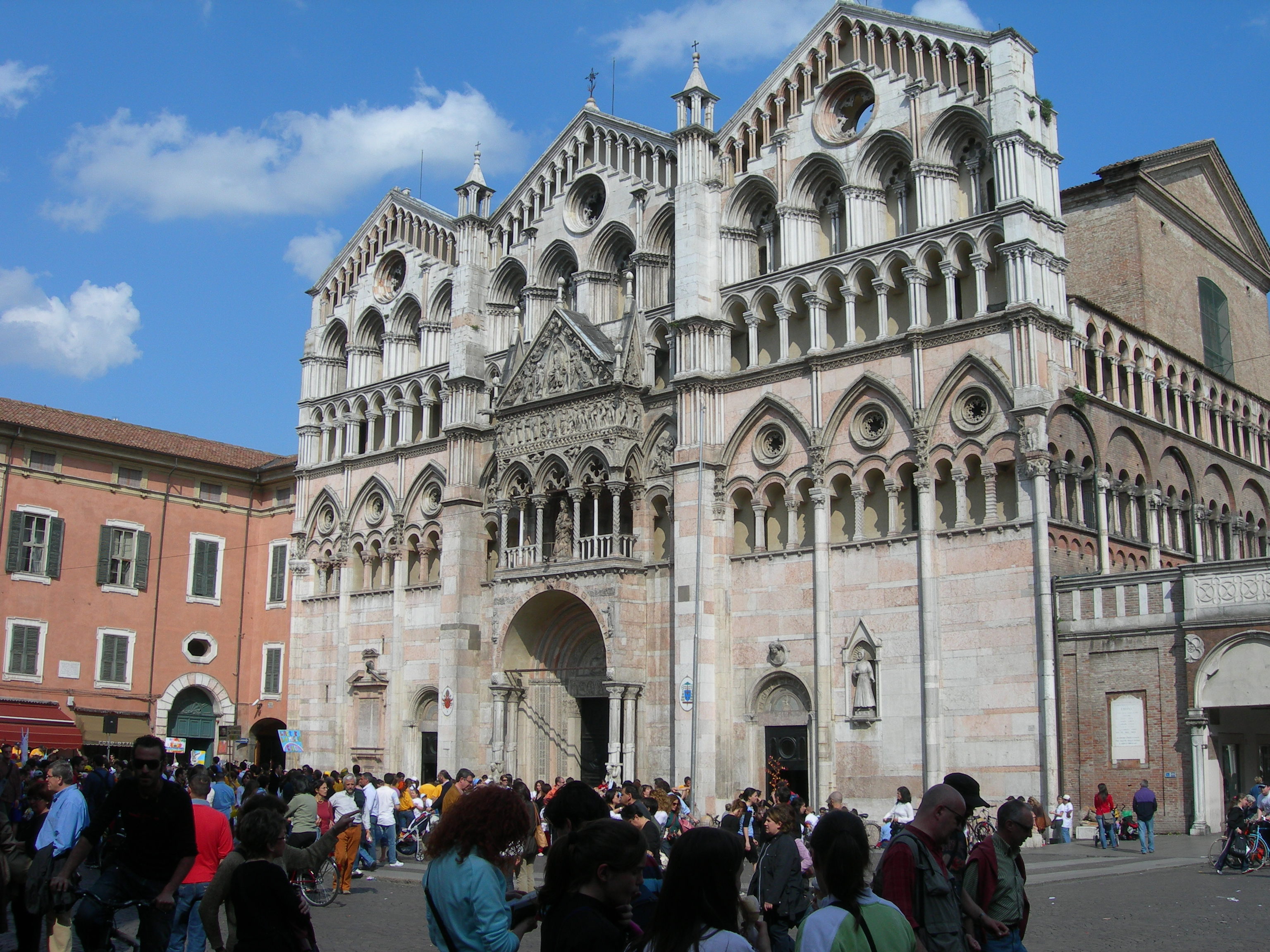
Собор Сан-Джорджо в Ферраре — место погребения Урбана III

### Избрание на папский престол
Уберто Кривелли родился около 1120 года в Куджоно и происходил из знатной миланской семьи Кривелли. Получил богословское образование в Болонье. В 1162 году вместе с семьёй, поддерживающей гвельфов, был изгнан из Милана Фридрихом Барбароссой и уехал во Францию. Во Франции стал архидиаконом Буржского собора, после своего возвращения в Милан был сначала каноником, а затем архидиаконом Миланского собора.
В 1173 году Уберто Кривелли был возведён Александром III в сан кардинала-священника (до 1182 года титул неизвестен, с августа 1182 года титул Сан-Лоренцо-ин-Дамасо). В конце 1182 года был посвящён Луцием III в кардиналы-епископы Веллетри, а 9 мая 1185 года стал архиепископом Милана. Миланскую кафедру сохранил за собой и после восхождения на папский престол.
После кончины Луция III (25 ноября 1185 года) Уберто Кривелли был в тот же день избран папой и принял имя Урбан III. Поспешность выборов была связана с опасениями кардиналов, что император Фридрих I Барбаросса мог вмешаться в ход выборов и стать причиной новой схизмы. 1 декабря 1185 года новый папа был коронован в Вероне.

### Понтификат
Главной проблемой Урбана III был конфликт с императором Фридрихом Барбароссой, разгоревшийся с новой силой при его предшественнике Луции III. Одной из причин конфликта был отказ Фридриха вернуть Святому Престолу Тоскану, завещанную папе Матильдой Тосканской; другой — ситуация с коронацией Генриха Гогенштауфена.
Император настаивал на коронации железной короной своего сына Генриха; коронация по обычаю должна была состояться в Милане, а Урбан III, занимавший миланскую кафедру при Луции III и сохранивший её за собой после избрания на папский престол, отказывался совершить церемонию. 27 января 1186 года в миланской базилике святого Амвросия Генрих Гогенштауфен женился на потенциальной наследнице Сицилийского королевства Констанции, после чего патриарх Аквилеи короновал Генриха как короля Италии. Коронация без папского разрешения, совершённая патриархом вне собственного диоцеза, в епархии, возглавляемой самим папой, вызвала резкую реакцию Урбана III. Патриарх Аквилеи и все епископы, участвовавшие в церемонии, были отлучены от Церкви.
Столь же решительно Урбан III действовал при разрешении возникшей при его предшественнике проблемы двойных выборов трирского архиепископа: император уже даровал инвеституру Рудольфу, а папа посвятил в архиепископы и возвёл в сан кардинала другого кандидата — Фольмара. Урбан III надеялся на поддержку собора германских епископов, но они приняли сторону Фридриха и в своём послании к папе просили оказать справедливость императору.
В 1187 году конфликт достиг апогея: Фридрих Барбаросса блокировал альпийские перевалы, препятствуя папе сноситься с возможными сторонниками в Германии, а Генрих Гогенштауфен открыто вёл переговоры с римским сенатом. Урбан III призвал императора предстать перед папским судом в Вероне, угрожая Фридриху отлучением от Церкви. Но жители Вероны, считавшие себя лояльными подданными Империи, потребовали от папы не произносить анафемы на Фридриха в их городе. Урбан III был вынужден уехать из Вероны и переехал в Феррару, где и умер 19 октября 1187 года, так и не анафематствовав императора. Погребён в кафедральном соборе Феррары.
Широко распространена легенда, что скоропостижная смерть Урбана III объяснялась получением известий о разгроме крестоносцев при Хаттине (4 июля 1187 года) и даже взятии Иерусалима Саладином (2 октября 1187 года). Сравнение дат этих событий с днём смерти папы делает эту легенду неправдоподобной; известия о потере Святого города достигли Европы только при Григории VIII.